# Palazzo Dosi Magnavacca
Il Palazzo Dosi Magnavacca è un palazzo tardo-barocco collocato nella città di Pontremoli (MS). Costruito dalla famiglia Dosi tra il 1742 e il 1749, è stato acquistato dalla famiglia Magnavacca nel 1931. L'ingresso principale con la porta d’ingresso si trova in via Armando Ricci, nel centro di Pontremoli.
Il palazzo è un esempio dello stile architettonico e decorativo del Barocco pontremolese. Le scalinate sono decorate in marmo di Carrara, mentre diversi ambienti presentano affreschi prospettici.

## Storia
La famiglia Dosi affidò nel 1742 all'architetto pontremolese Giovan Battista Natali, che pochi anni prima aveva progettato l'Oratorio di Nostra Donna, l'incarico di ideare un edificio teso a testimoniare il rango di marchesi assunto dalla famiglia. 
La costruzione fu realizzata tra il 1742 e il 1749. Il palazzo divenne la dimora dei Dosi e il centro delle loro relazioni commerciali e di rappresentanza. 
Nel 1931 il palazzo venne acquistato dalla famiglia Magnavacca.
Oggi le sale del palazzo vengono utilizzate per presentazioni letterarie, mostre d’arte, sfilate di moda, convegni e set cinematografici.

## Struttura
L'ingresso principale del palazzo è costituito da un portale in pietra arenaria che dà accesso all'atrio, che attraversa tutta la costruzione. Sul lato opposto all'ingresso principale, un passaggio conduce a un ampio balcone affacciato sul fiume Magra.
Ai lati dell'atrio si trovano due scale: una scala principale, protetta da una grande porta vetrata, fa salire all'area di rappresentanza, mentre una scala minore porta agli ambienti di servizio. La scala di rappresentanza è realizzata in marmo di Carrara con grandi colonne in pietra arenaria.
In cima alla scala principale si trova un'ampia galleria vetrata. Una veduta prospettica, che rappresenta una scala dipinta che attraversa la parete e simula un ambiente immaginario, è stata realizzata nel Settecento da Antonio Contestabili. Dalla galleria si passa all'appartamento di rappresentanza, completamente affrescato. Le raffinate quadrature sono opera di Giovan Battista Natali, con scene mitologiche e allegoriche dipinte da Giuseppe Galeotti.
Il salone principale era anche il centro delle attività commerciali della famiglia Dosi. Ha una volta a padiglione con un ballatoio che circonda completamente l'ambiente il perimetro. In mezzo alle quadrature, basate su verde chiaro, giallo, oro, rosa, violetto e azzurro, si trovano scene mitologiche che raffigurano, tra le altre, la discesa di Mercurio nell'Ade il corteo nuziale di Nettuno e Anfitrite, e il rapimento di Europa.
Nello stesso piano, anche altre sale più piccole sono decorate nello stesso stile. Due ambienti erano dedicati alla famosa collezione dei dipinti dei Dosi; in uno di questi si trova un'alcova con una testiera del letto affrescata direttamente sulla parete.

## La famiglia Dosi
Le prime notizie storiche sulla famiglia Dosi risalgono a Modena, dove nel 1168 alcuni suoi membri parteciparono a lotte di supremazia locali.
I Dosi successivamente si trasferirono a Bologna e Belgioioso in provincia di Pavia. Solo nel 1496 Guglielmo Dosi si trasferì a Pontremoli come comandante del presidio sforzesco del Castello del Piagnaro.
Nei successivi decenni la famiglia si dedicò al commercio tra Pontremoli, Livorno e Piacenza raggiungendo ricchezza e benessere. Nella prima metà del XVII secolo Nicolò Dosi (1619-1669) viene ammesso al consiglio Generale di Pontremoli atto che mostra il riconoscimento a pieno titolo della famiglia Dosi nel contesto pontremolese.

## Il barocco pontremolese
Con il passaggio al Granducato di Toscana nel 1650 iniziò per Pontremoli una lunga stagione di prosperità che si protrasse fino all'inizio dell'Ottocento. In questi anni, la crescita delle ricchezze dei mercanti locali vide aumentare gli ingaggi di molti artisti per costruire e decorare i loro palazzi e ville.
Questa attività diede vita ad una corrente artistica dotata di caratteri propri: il barocco bontremolese. Questa corrente influenzò non solo l'architettura e la pittura, ma anche l'artigianato, influenzato dal nuovo stile rococò.
Un evento importante per questo è l'arrivo a Pontremoli nel 1675 di Alessandro Gherardini, giovane artista fiorentino. Gherardini instaurò con la città un legame molto forte che lo portò a tornare più volte lasciando ogni volta opere apprezzabili come avvenne nel Palazzo Negri Dosi, nella chiesa di Santa Cristina, nel palazzo Dosi-Delfini, nell’Oratorio di Nostra Donna e infine, nel 1698, nelle bellissime decorazioni di Villa Dosi Delfini.
Gli artisti più rappresentativi collegati al barocco pontremolese includono Sebastiano e Giuseppe Galeotti, Giovanni Battista Natali, Antonio e Niccolò Contestabili, Giuseppe e Giovanni Bottani, Gian Domenico Ferretti, Vincenzo Meucci, Gian Bettino Cignaroli, Giuseppe Peroni e Giovanni Battista Tempesti.